# Dragotinți, Sofia
Dragotinți (în bulgară Драготинци) este un sat în comuna Slivnița, regiunea Sofia,  Bulgaria. 

## Demografie
Componența etnică a satului Dragotinți
     Bulgari (94,54%)
     Nicio identificare (5,45%)
     Altele (0%)
La recensământul din 2011, populația satului Dragotinți era de 55 locuitori. Din punct de vedere etnic, majoritatea locuitorilor (94,54%) erau bulgari. Pentru 5,45% din locuitori nu este cunoscută apartenența etnică.